# Marija Sergejewna Bondarenko
Marija Sergejewna Bondarenko (russisch Мария Сергеевна Бондаренко, engl. Transkription Maria Bondarenko; * 9. April 2003) ist eine russische Tennisspielerin.

## Karriere
Bondarenko begann mit fünf Jahren das Tennisspielen und ihr bevorzugter Spielbelag ist der Hartplatz. Sie spielt vorrangig Turniere der ITF Women’s World Tennis Tour, wo sie bislang je einen Titel im Einzel und Doppel gewinnen konnte.
2020 erreichte sie bei den Australian Open im Juniorinneneinzel die zweite Runde, im Juniorinnendoppel scheiterte sie mit Partnerin Mai Napatt Nirundorn bereits in der ersten Runde. Bei den French Open scheiterte sie im Juniorinneneinzel bereits in der ersten Runde, im Juniorinnendoppel erreichte sie mit Partnerin Diana Schneider das Finale.
2021 erreichte sie bei den French Open im Juniorinneneinzel die zweite Runde, im Juniorinnendoppel mit ihrer Partnerin Amarissa Tóth abermals das Finale.
2022 gewann sie im Juli ihren ersten Titel im Doppel bei einem ITF-Turnier.

## Turniersiege

### Einzel
| Nr. | Datum         | Turnier    | Kategorie | Belag     | Finalgegnerin       | Ergebnis       |
| --- | ------------- | ---------- | --------- | --------- | ------------------- | -------------- |
| 1.  | 29. Juli 2023 | El Espinar | ITF W25   | Hartplatz | Jekaterina Reingold | 64:7, 6:0, 6:0 |

### Doppel
| Nr. | Datum         | Turnier         | Kategorie | Belag     | Partnerin            | Finalgegnerinnen                     | Ergebnis         |
| --- | ------------- | --------------- | --------- | --------- | -------------------- | ------------------------------------ | ---------------- |
| 1.  | 23. Juli 2022 | Vitoria-Gasteiz | ITF W60   | Hartplatz | Ioana Loredana Roșca | Isabelle Haverlag Justina Mikulskytė | 6:4, 4:6, [11:9] |